# 植野行雄
植野 行雄（うえの ゆきお、1981年〈昭和56年〉7月17日 - ）は、日本のお笑いタレント、俳優。お笑いコンビ・デニスのツッコミ担当。吉本興業所属。

## 来歴
- カナダ・モントリオール生まれ、大阪府吹田市出身。日本人の母とブラジル人の父を持つハーフ。愛称は行雄ちゃん。立ち位置は左。ボケ・ツッコミはネタによって変わるが、主にツッコミを担当。身長178 cm、体重80 kg、血液型O型、喫煙者。
- 2024年4月3日の『水曜日のダウンタウン』「心霊スポット　幽霊が出てくるより怒った管理人が出てくる方が怖い説」では、デニスがターゲットとなり、デニスの怖いYouTube[4][5][6]が地上波で放送された。
- 2025年7月2日、女優の比嘉梨乃と結婚したことをX（旧:Twitter）で報告した[1][7]。

## 出演

### テレビ番組

#### レギュラー
- 笑っていいとも!増刊号（フジテレビ、2012年11月11日 - 2014年3月30日） - 増刊号特派員
- バチバチエレキテる（フジテレビ、2013年4月16日 - 9月17日） - 暫定メンバー
- 日本語探Qバラエティ クイズ!それマジ!?ニッポン（フジテレビ、2014年2月2日 - 2015年8月16日） - 日本語方言探Q部員
- おはスタ（テレビ東京、2014年4月 - 2015年4月、2020年9月16日） - リポーター

#### ドラマ
- 海の上の診療所（フジテレビ、2013年10月14日 - 12月23日） - 山中カルロス洋平 役
- 博多ステイハングリー（テレビ西日本、2014年4月2日 - 10月2日） - 村井万次郎 役
- リアル脱出ゲームTV（TBS、2014年4月24日 - 6月26日） - ペドロ・シルバ　役
- マネーの天使〜あなたのお金、取り戻します!〜（読売テレビ・日本テレビ、2016年3月17日） - ガルシア 役
- 侠飯〜おとこめし〜（テレビ東京、2016年8月6日） - カルロス 役
- 孤独のグルメ Season7 第11話（2018年6月23日、テレビ東京） - 坂田 役
- マジで航海してます。〜Second Season〜（MBS・TBS、2018年7月30日 - 9月3日） - フリオ・メンドーサ 役
- ただいま 大須商店街（2019年1月2日、東海テレビ） -   オスマン 役
- お花のセンセイ（テレビ朝日、2020年8月30日） - シウバ 役
- イチケイのカラス 第7話（フジテレビ、2021年5月17日） - 傍聴マニア 役
- DOPE 麻薬取締部特捜課 第3話・第6話（2025年7月18日・8月8日、TBS） - ジャヒド・ブヤン / ルイス・ロドリゲス 役[8]

#### 映画
- 日本で一番悪い奴ら（2016年） - ラシード 役[9]
- ＃ハンド全力（2020年） - コンビニ店員 役[10]